# イザーク・ストロース
イザーク・ストロース（Isaac Strauss, 1806年6月2日 - 1888年8月9日）は、フランスの作曲家・指揮者。出身地ストラスブールはフランスとドイツが領有権を巡って争った地であるため、姓の読みはフランス語風のストロース、ドイツ語風のシュトラウスの二通りがある。
文化人類学者クロード・レヴィ＝ストロースの曽祖父である。

## 生涯
1806年、ストラスブールで生まれた。早くからパリに移住し、ヴァイオリニストとして活動した。1830年代に彼が創設した楽団は頭角を現し、フランス国王ルイ＝フィリップ1世の夜会の音楽担当責任者になった。オペレッタの大作曲家として知られるジャック・オッフェンバックの友人であり、仕事上の協力関係にあった。『地獄のオルフェ』の劇中に登場するカドリーユは、ストロースが作曲したものである。
ストロースはオペラ座の舞踏会の責任者に任命され、宮廷のためにワルツなどの舞踏音楽を演奏した。マチルド・ボナパルト皇女によってサロンに迎え入れられ、またパリ音楽院合奏団協会の設立にも参加した。フランス皇帝ナポレオン3世は、当時はまだ高位の者にふさわしい居住地区がなかったヴィシーに保養に出掛ける際、「ヴィラ・ストロース」と呼ばれるストロースの豪華な邸宅に宿泊したという。
ウィーンのヨハン・シュトラウス一族との血縁はないが、ワルツ王ヨハン・シュトラウス2世と同時代の「Strauss」姓の音楽家だったことから、しばしば混同された。イザークの作品は出版される際に「ヨハン・シュトラウス作曲」と表紙に書かれることもあった。イザークの写真の下に「ヨハン・シュトラウス（1825 - 1899）」と書かれた絵葉書も残っている。イザークは生前は超がつく有名人であり、パリの人間にとってはウィーンのシュトラウス家よりもむしろ有名だったが、今日ではすっかり忘れ去られている。

## 家族

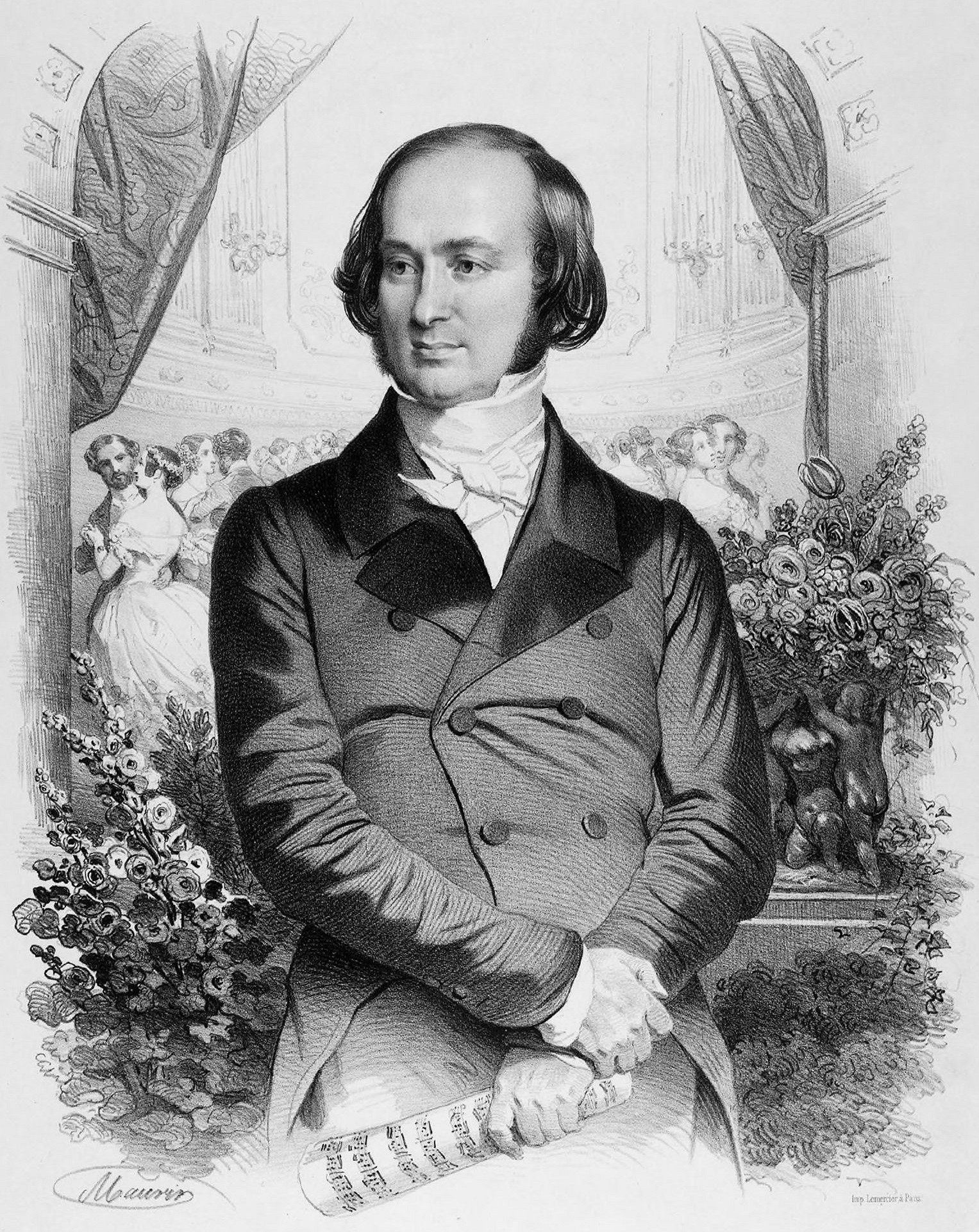
若い頃のストロース（アントワーヌ・モーラン画）

娘の一人であるレア・ストロースは、ギュスターヴ・レヴィと結婚した。彼らの息子であるレイモンは、両親の姓を組み合わせて「レヴィ＝ストロース」を名乗った。レイモンはエコール・デ・ボザールに入学し、画家を職業とした。レイモンははとこにあたるエンマ・レヴィと結婚した。レイモンとエンマの息子がクロード・レヴィ＝ストロースであり、彼はイザークやレイモンといった芸術家を先祖に持ったおかげで音楽に多大な関心を寄せるようになった（若い頃にオペラの作曲を行おうとして断念したという）。